# Cul Noir
Cul Noir es un cultivar de higuera de tipo higo común Ficus carica autofértil, unífera es decir de una sola cosecha por temporada los higos de verano-otoño, de higos con epidermis con la apariencia externa de los frutos es muy variable, la epidermis comienza en verde y luego se llena gradualmente de negro y esto principalmente alrededor del ostiolo y el lugar de la insolación puede aparecer un poco de azul, incluso una fina piel transparente de semilla en toda la fruta. Su origen es francés aunque el lugar específico es desconocido; los datos de esta variedad provienen de un ejemplar cultivado en la "collection Rivals", Conservatorio Botánico Mediterráneo Nacional de Porquerolles.

## Sinonimia
- „sin sinónimo“ [5][6]

## Historia
Esta variedad de higuera tiene su origen en Francia aunque desconocido. Los datos de esta variedad es de un ejemplar cultivado en la "collection Rivals", Conservatorio Botánico Mediterráneo Nacional de Porquerolles.

## Características
La higuera 'Cul Noir' es un árbol de tamaño mediano, con un porte semierecto, moderadamente vigoroso, muy fértil, hojas de 5 lóbulos ( con los lóbulos 2,3 y 4 grandes y anchos espatulados y los lóbulos 1 y 5 más pequeños y terminados en punta), es una variedad unífera de tipo higo común, de producción solamente de higos.
Higo pequeño uniforme, epidermis verde, de color negro en el lugar de insolación y acorchamiento. La apariencia externa de los frutos es muy variable, con colores inusuales, la epidermis comienza en verde y luego se llena gradualmente de negro y esto principalmente alrededor del ostiolo y el lugar de la insolación, donde puede aparecer también un poco de azul, incluso una fina piel transparente de semilla en toda la fruta. La pulpa es fresa.
El fruto madura desde principios de septiembre hasta finales de octubre. Esta extensión del cultivo se ve favorecida por el carácter especial de este higo, que permanece firmemente unido al árbol y, por lo tanto, puede madurar de forma natural. Este pequeño higo  El pedúnculo es pequeño pero fuerte y los higos pueden secarse fácilmente en el árbol, tomando luego un tinte acorchado, lo que indica su transformación en higos secos. La cosecha es fácil y se puede elegir la etapa de madurez deseada porque este higo cae con dificultad y no fermenta en caso de humedad excesiva. Es uno de los higos raros que resiste bien a las lluvias.

## El cultivo de la higuera
Los higos 'Cul Noir' son aptos para la siembra con protección en USDA Hardiness Zones 7 a más cálida, su USDA Hardiness Zones óptima es de la 8 a la 10. Producirá mucha fruta durante la temporada de crecimiento. El fruto de este cultivar es de tamaño mediano a pequeño y rico en aromas.
Se cultiva en Francia para higo fresco y seco, los higos ya se secan en el árbol con el tiempo y se pueden cosechar en el suelo mediante una red bajo el árbol, una vez que se secan en las ramas.